# CutiePieMarzia
Marzia Bisognin ([ˈmartsja bizoɲˈɲin]; Vicenza, Vèneto, Itàlia, 21 d'octubre del 1992), més coneguda pel seu àlies CutiePieMarzia, és una personalitat de YouTube italiana. Al desembre del 2016, els seus vídeos havien acumulat més de 530 milions de visualitzacions, i el seu canal tenia més de 6 milions de subscriptors.

## Carrera

### YouTube
Els vídeos que Bisognin puja a YouTube se centren en la moda, la bellesa, el maquillatge, el DIY, els llibres, les pel·lícules, els videoblogs, els vídeos haul i els videojocs. Encara que és italiana, Bisognin als seus vídeos parla en anglès per tenir una audiència més gran. Té un contracte amb The Platform, una subxarxa de Maker Studios.
CutiePieMarzia és un dels canals de bellesa i maquillatge més populars; el maig del 2014, The Wall Street Journal va informar que rebia més de 16 milions d'espectadors cada mes. A més, era el canal de YouTube italià amb més subscriptors. El 2014 va aconseguir més de 2,2 milions de subscriptors, més que cap altre canal italià aquell any. Consta que, demogràficament, els seus espectadors són dones d'entre 13 i 24 anys, que prenen els vídeos de Bisognin com a referència. Ella les anomena "marzipans".
A part de crear contingut pels seus propis canals, Bisognin ha estat una actriu de veu a diverses websèries d'animació: com a Carrie the Carrot a Oscar's Hotel for Fantastical Creatures i com a Maya (personatge basat en el seu gos) a Pugatory (una websèrie d'animació de 6 episodis).

### Altres projectes
L'èxit del seu canal li ha permès començar a dissenyar roba. El 2014, va dissenyar les sabates "Daisy" a través de Project Shoe.
El gener del 2015, va publicar un llibre de terror titulat La Casa Dei Sogni. També tenia pensat treure el 2016 una novel·la juvenil sobre fenòmens paranormals.

## Màrqueting
Tant Bisognin com Felix Kjellberg (més conegut com a PewDiePie), que han estat en una relació des del 2011, han acumulat un nombre considerable de seguidors. La seva popularitat, junts i per separat, els ha portat a aconseguir contractes publicitaris. Per exemple, el 2014, la parella va formar part d'una campanya de màrqueting per la pel·lícula de terror As Above, So Below. Mentre que els vídeos de Kjellberg tractaven sobre jocs, els de Bisognin formaven una mena de videoblog de viatges sobre l'escapada de la parella a París.
L'octubre del 2014, ABC va promocionar, a través de Bisognin i altres, la seva nova sèrie Selfie.

## Vida personal
Marzia Bisognin va néixer el 21 d'octubre del 1992 a Vicenza, Itàlia.
Un amic li va parlar dels vídeos de PewDiePie recomanant-li que mirés "aquest idiota que juga a videojocs". Va començar a sortir amb Kjellberg el 2011, després d'escriure-li per correu electrònic i dir-li que els seus vídeos li semblaven divertits. Aquell octubre es va traslladar a Suècia per viure amb ell, i més endavant la parella se'n va anar a Itàlia, fins que es van establir a Brighton, al Regne Unit. La parella viu amb els seus dos carlins, Edgar i Maya. La relació de Bisognin amb Felix Kjellberg s'ha destacat en diversos mitjans. The Globe and Mail va publicar que la "personalitat tranquil·la" de Bisognin equilibra l'excentricitat generalitzada de PewDiePie".